# 布依格电信
布依格电信（法語：Bouygues Telecom，法語發音：[bwiɡ telekɔm]）是法国的第三家电信运营商（前兩家為Orange (公司)和SFR），隸屬於布依格集团。

## 历史
1994年12月8日的法令颁布后，布依格得到在法国本土开设运营GSM通信网络的许可。
2011年7月18日，布依格推出B&YOU品牌。
2014年6月，布依格推出4G+服务与光纤Bbox Sensation。
2020年6月，布依格收购EI Telecom。
2020年12月1日，布依格将正式在法国开通商用5G网络。